# Festival du cinéma américain de Deauville 2010
Le Festival du cinéma américain de Deauville 2010, la 36e édition du festival, s'est déroulé du 3 au 12 septembre 2010. 

## Jury

### Jury de la sélection officielle
|  | Nom                                   | Qualité                             | Nationalité |
|  | ------------------------------------- | ----------------------------------- | ----------- |
|  | Emmanuelle Béart (présidente du jury) | réalisateur et scénariste           | France      |
|  | Lucas Belvaux                         | réalisateur                         | Belgique    |
|  | Faouzi Bensaïdi                       | acteur, réalisateur et scénariste   | Maroc       |
|  | Fabrice Du Welz                       | réalisateur                         | Belgique    |
|  | Christine Citti                       | actrice, réalisatrice et scénariste | France      |
|  | Tony Gatlif                           | réalisateur                         | France      |
|  | Abderrahmane Sissako                  | réalisateur                         | Mauritanie  |
|  | Jeanne Balibar                        | actrice                             | France      |
|  | Denis Lavant                          | acteur                              | France      |

### Jury de la Révélation Cartier
- Manuel Pradal (président)
- Jonathan Lambert
- Emma Luchini
- Roxane Mesquida
- Sébastien Thiéry

## Sélection

### En compétition
- Abel de Diego Luna
- Buried de Rodrigo Cortés
- Cyrus de Mark Duplass et Jay Duplass
- Jewish Connection de Kevin Asch
- Morning de Leland Orser
- Mother and Child de Rodrigo García
- The Dry Land de Ryan Piers Williams
- La Famille Jones (The Joneses) de Derrick Borte
- The Myth of the American Sleepover de David Robert Mitchell
- Two Gates of Sleep de Alistair Banks Griffin
- Welcome to the Rileys de Jake Scott
- Winter's Bone de Debra Granik

### Premières
- 3 Backyards (en) de Eric Mendelsohn
- Brazil - Director's Cut de Terry Gilliam
- Crazy, Stupid, Love de John Requa et Glenn Ficarra
- Le Secret de Charlie (Charlie St. Cloud) de Burr Steers
- Moi, moche et méchant (Despicable Me) de Chris Renaud et Pierre Coffin
- Every Day (en) de Richard Levine
- Faites le mur ! (Exit Through the Gift Shop) de Banksy
- Fair Game de Doug Liman
- Le Grand Jour (Get Low) de Aaron Schneider
- Kaboom de Gregg Araki
- Un hiver à Central Park (Love and Other Impossible Pursuits renommé The Other Woman) de Don Roos
- Meet Monica Velour de Keith Bearden
- The Company Men de John Wells
- La Dette (Kret) de Rafael Lewandowski
- The Imperialists Are Still Alive! de Zeina Durra
- Tout va bien ! The Kids Are All Right (The Kids Are All Right) de Lisa Cholodenko
- The Runaways de Floria Sigismondi
- Twelve de Joel Schumacher
- Vous allez rencontrer un bel et sombre inconnu (You Will Meet a Tall Dark Stranger) de Woody Allen

### Les docs de l'Oncle Sam
- American Grindhouse de Elijah Drenner
- Countdown to Zero de Lucy Walker
- Gasland de Josh Fox
- Jean-Michel Basquiat: The Radiant Child de Tamra Davis
- Smash His Camera de Leon Gast
- Teenage Paparazzo de Adrian Grenier
- Waking Sleeping Beauty de Don Hahn

### Les Hommages
- Gregg Araki
- Annette Bening
- Terry Gilliam

### Nuit Portraits de femmes
...

### Deauville Saison 1
Épisodes inédits
- Dr House (House) – Broken (s. 06)
- Modern Family – Pilot, The Bicycle Thief et Come Fly with Me (s. 01)
- Sons of Anarchy – Une vie de Chaos et Small Tears (s. 02)
- The Good Wife – Pilot et Crack (s. 01)

La nuit des séries
- How to Make It in America – Pilot, Crisp et Paper, Denim + Dollars (s. 01)
- Les Soprano (The Sopranos) – Egarement et Le clan Soprano (s. 01)
- Treme – Do You Know What It Means (s. 01)
- True Blood – Bad Blood et Beautifully Broken (s. 03)

## Palmarès
| Prix                               | Lauréat                                                                                   |
| ---------------------------------- | ----------------------------------------------------------------------------------------- |
| Grand prix                         | Mother and Child de Rodrigo Garcia                                                        |
| Prix du jury (ex æquo)             | Winter's Bone de Debra Granik The Myth of the American Sleepover de David Robert Mitchell |
| Prix de la critique internationale | Buried de Rodrigo Cortés                                                                  |
| Prix de la Révélation Cartier      | Jewish Connection de Kevin Asch                                                           |
| Prix Michel-d'Ornano               | Angèle et Tony de Alix Delaporte                                                          |